# Nationaal park Bukit Barisan Selatan
Nationaal park Bukit Barisan Selatan is een park in Indonesië. Het ligt in de provincies Bengkulu, Lampung en Zuid-Sumatra op het eiland Sumatra. Het vormt samen met Nationaal Park Gunung Leuser en Nationaal Park Kerinci Seblat het beschermde werelderfgoedgebied Tropisch regenwoud van Sumatra.